# Presión positiva al final de la espiración
La presión de Final de Espiración Positiva (PEEP),  (en inglés Positive end-expiratory pressure - PEEP) tiene lugar cuando la presión existente en los pulmones (presión alveolar) al final de la espiración, está por encima de la presión atmosférica (la presión exterior al cuerpo) . Los dos tipos de PEEP son PEEP extrínsica (PEEP aplicado por un ventilator) e intrínseco PEEP (PEEP causado por una exhalación incompleta). La presión que se aplica o aumenta durante una inspiración se denomina soporte de presión .

## PEEP intrínseco (auto)
Auto PEEP (intrínseco) — La espiración incompleta con anterioridad a la iniciación de la próxima respiración, causa atrapamiento de aire progresivo  (hiperinflación). Esta acumulación de aire aumenta la presión alveolar al final de la espiración, a la cual se hace referencia como  auto-PEEP.
La auto-PEEP se desarrolla generalmente en la ventilación del minuto alto (hyperventilation), limitación del flujo espiratorio (vía de aire obstruida) y resistencia espiratoria (vía de aire estrecha).
Una vez que se identifica la auto-PEEP, se deberían adoptar medidas para parar o reducir el incremento de presión. Cuándo el auto-PEEP persiste a pesar de gestionar su causa subyacente, la PEEP aplicada puede ser útil si el paciente tiene un limitación de flujo espiratorio  (obstrucción).

## PEEP extrínseco (aplicado)
El PEEP aplicado (extrínseco) — es normalmente uno de los primeros ajustes de ventilator elegidos  cuándo la ventilación mecánica se inicia. Se ajusta directamente en el ventilator.
Se utiliza una cantidad pequeña de PEEP aplicado (4 a 5 cmH2O) en más pacientes ventilados mecánicamente para mitigar el colapso alveolar del fin de la espiración. Un nivel más alto de PEEP aplicado (>5 cmH2O) se utiliza a veces para mejorar la hipoxemia o reducir el daño de pulmón asociado al respirador ventilador en pacientes con daño de pulmón agudo, síndrome de distrés respiratorio agudo, u otros tipos de  fracaso respiratorio hipóxico..

### Complicaciones y Efectos
La presión espiratoria final puede contribuir a  a:
- Disminución en
  - retorno venoso sistémico, producción cardíaca, índice cardíaco
  - Presión de cuña capilar pulmonar  (PCWP), precarga, presión de sangre arterial
- Aumento en:
  - Presión intratorácica, poscarga RV (CVP y PAP)
  - Capacidad residual de la función pulmonar
- Se puede causar barotrauma pulmonar.  El barotrauma pulmonar es el daño del pulmón que resulta de la hiperinflación de los alveoli sobrepasando el punto de ruptura.
- Se han estudiado los efectos de PEEP en la presión craneoencefálica (ICP). A pesar de que se ha hipotizado que la PEEP aumenta la ICP debido a impedancia del flujo de sangre cerebral,  se ha mostrado que un alto PEEP no aumenta la ICP.[3]
- Las funciones renales y los desbalances electrolíticos, debido a que el metabolismo de retorno venoso disminuido de ciertos fármacos está alterado y está impedido el balance ácido-base.[4]

## Historia
Se ha comprobado que John Scott Inkster, un anestesista y médico inglés, descubrió la PEEP.
Cuándo se publicó su descubrimiento en las actas del Congreso Mundial de Anestesia en 1968, Inkster lo llamó Presión Positiva Residual.